# Brasiliorchis piresiana
Brasiliorchis piresiana là một loài thực vật có hoa trong họ Lan. Loài này được (Hoehne) Christenson mô tả khoa học đầu tiên năm 2009.